# 山本礼三郎
山本 禮三郎（-礼三郎、やまもと れいざぶろう、1902年9月15日 - 1964年9月11日）は、日本の俳優である。本名は山本 博吉（やまもと ひろよし）、初期芸名は小沢 美羅二（おざわ みらじ）、東亜キネマ時代に一時期市川 壽三郎（-寿三郎、いちかわ じゅさぶろう）を名乗った。マキノ大量退社事件で退社し、山本礼三郎プロダクションを設立した時期がある。

## 来歴
1902年（明治35年）9月15日、東京府東京市芝区白金志田町（現在の東京都港区白金1丁目 - 高輪1丁目）に「山本博吉」として生まれる。父は明治時代の洋画家・山本芳翠で、博吉は次男である。満4歳のときに父が死去した。
1918年（大正7年）、旧制中学校を中途退学する。同年4月、満15歳のときに、獏与太平こと古海卓二、西本政春、河合澄子らの結成した「日本バンドマン一座」に参加、「小沢美羅二」を名乗り、浅草公園六区での創作オペラを経験する。のちに古海の妻紅沢葉子が横浜市山下町（現在の同市中区元町一丁目）の大正活動映画（大活）に入社すると、古海たちとともに横浜に移る。満19歳を迎える1921年（大正10年）、大活が製作、栗原トーマス・中尾鉄郎が共同監督したサイレント映画『紅草紙』に出演、映画界にデビューした。

1927年（昭和2年）、25歳のときにマキノ・プロダクション御室撮影所に入社、「山本禮三郎」の名で、同年、曽根純三監督の『鞍馬天狗異聞 角兵衛獅子』で本格デビュー、マキノ省三こと牧野省三御大が監督した『百万両秘聞』等に出演したが、翌1928年（昭和3年）、マキノ省三監督の『忠魂義烈 実録忠臣蔵』出演後に、片岡千恵蔵、嵐長三郎、山口俊雄、中根龍太郎、市川小文治、武井龍三、マキノ梅太郎らがともに退社し、長三郎、梅太郎は牧野省三からもらった名を返上し、嵐寛寿郎、尾上梅太郎と名乗り、それぞれがスタープロダクションを設立するという事件が起きる。このとき山本も退社し、「山本礼三郎プロダクション」を設立、高見定衛を監督に『蒼白の剣士』を製作、主演した。
山本は同年中に東京に移り、河合プロダクション（のちの河合映画製作社）に入社する。入社第1作は、高見定衛監督による山本の主演作『刺客』で、同年、曾根純三監督の『近藤勇』にも主演した。1930年（昭和5年）、京都に戻り、等持院の東亜キネマ京都撮影所に移籍、「市川壽三郎」を名乗ったが、同年中に日活太秦撮影所に移籍、芸名を「山本禮三郎」に戻した。
1935年（昭和10年）、現代劇に転向、翌1936年（昭和11年）、内田吐夢監督の『人生劇場』に吉良常役で出演、当たり役となる。日活の製作部門が他社と統合されて大映となる前年の1941年（昭和16年）、東宝映画東京撮影所（のちの東宝スタジオ）に移籍する。
第二次世界大戦中も映画出演をつづけ、マキノ正博監督の『ハナ子さん』を最後に京都に戻った。戦後は、1948年（昭和23年）に黒澤明監督の『醉いどれ天使』、『野良犬』に出演したほか、大映京都撮影所を中心に活動する。
1964年（昭和39年）9月11日、死去。満61歳没。墓所は泉岳寺。

## 人物・エピソード
愛称は「礼ちゃん」。活動写真時代の撮影所では喧嘩がよくあったが、御室撮影所で、一度マキノ雅弘監督と山本が喧嘩が昂じて決闘になったことがあった。「一方はマキノ映画の御曹司、一方はそこの大スタア」ということで、殴り合いでお互い怪我でもすれば明日の仕事に差し支えるということで、変わった方式の喧嘩となって話題となり、伝説として残っている。
まずマキノ監督の蛇嫌いを知っていた山本が、小さな蛇を懐中に入れ、いきなりマキノ監督の眼の前にぶら下げた。監督はビックリ仰天し、風のように飛んで逃げたが肚の虫がおさまらない。山本の虫嫌いを知っていたので、毛虫を懐中に入れて復讐。山本もビックリ仰天して飛んで逃げた。そこで山本は弟子や若い衆を狩り集めて、御室八十八カ所から大小数十匹の蛇を集め、大攻撃を準備。それと知ったマキノ監督は助監督や裏方衆を動員して、ボール箱に毛虫を満載し、大決闘となった。向こうが蛇を投げればこちらは毛虫を手づかみで撒く、そのたびに双方が大騒ぎで逃げ回り、野次馬が黒山のようにこの喧嘩をとり巻くという騒ぎだった。これだけの大喧嘩があっても、それでも翌日は同じ撮影所で仕事をしているというのが、当時の撮影所の日常風景だった。
浅香光代は昭和39年の大映映画『駿河遊侠伝 破れ鉄火』がチャンバラ映画初出演だったが、浅香によると、この作品の撮影中、土地の親分役の山本の身体の具合が悪くなってしまったのだが、山本は「今日やらなければ、もう撮れないかもしれない」と言って、無理に“臨終”の場面を撮ったという。
撮影終了後、山本は抱きかかえられるようにして帰宅したが、その翌日に亡くなってしまった。浅香は「ショックでしたね。そして私もこんな役者になりたい、と強く思いました」と語っている。

## おもなフィルモグラフィ
- 『紅草紙』 : 監督栗原トーマス・中尾鉄郎、1921年
- 『鞍馬天狗異聞 角兵衛獅子』 : 監督曽根純三、1927年
- 『百万両秘聞』第一篇・第二篇 : 監督マキノ省三、1927年
- 『忠魂義烈 実録忠臣蔵』 : 監督マキノ省三、1928年
- 『新版大岡政談』前篇・中篇 : 監督二川文太郎、1928年

- 『蒼白の剣士』 : 監督高見定衛、1928年
- 『鞍馬天狗』 : 監督山口哲平、1928年
- 『河内山と直侍』 : 監督勝見正義、1928年

- 『刺客』 : 監督高見定衛、1928年
- 『近藤勇』 : 監督曾根純三、1928年
- 『黒駒の勝蔵』前篇 : 監督鈴木桃作、1929年
- 『黒駒の勝蔵』後篇 : 監督曾根純三、1929年

- 『清川八郎』 : 監督石田民三、1930年 - 「市川壽三郎」名義
- 『続・鞍馬天狗 電光篇』 : 監督後藤岱山、1930年 - 「市川壽三郎」名義
- 『獣心地獄』前篇・後篇 : 監督堀江大生、1930年 - 「市川壽三郎」名義
- 『なりひら小僧』 : 監督仁科熊彦、1930年 - 「市川壽三郎」名義
- 『旅姿上州訛』 : 監督伊藤大輔、1930年
- 『忠直卿行状記』 : 監督池田富保、1930年
- 『江戸美少年録』 : 監督清瀬英次郎、1931年
- 『続業平小僧 怒濤篇』 : 監督仁科熊彦、1931年 - 「市川壽三郎」名義
- 『忠次の正体』 : 監督仏生寺弥作、1931年

- 『侍ニッポン』前篇・後篇 : 監督伊藤大輔、1931年 - 皆川丹次郎役
- 『御誂次郎吉格子』 : 監督伊藤大輔、1931年
- 『盤嶽の一生』 : 監督山中貞雄、1933年
- 『丹下左膳余話 百萬両の壺』 : 監督山中貞雄、1935年
- 『関の弥太っぺ』 : 監督稲垣浩・山中貞雄、1935年

- 『子守唄武州颪』 : 監督宮田味津三、1935年
- 『人生劇場』 : 監督内田吐夢、1936年 - 吉良常役
- 『うちの女房にゃ髭がある』 : 監督千葉泰樹、1936年
- 『人生劇場 残侠篇』 : 監督千葉泰樹、1938年 - 吉良常役
- 『路傍の石』 : 監督田坂具隆、1938年
- 『土と兵隊』 : 監督田坂具隆、1939年

- 『川中島合戦』 : 監督衣笠貞之助、1941年
- 『男の花道』 : 監督マキノ正博、1941年
- 『阿片戦争』 : 監督マキノ正博、1943年
- 『ハナ子さん』 : 監督マキノ正博、1943年
- 『天下の御意見番を意見する男』 : 監督木村恵吾、1947年
- 『醉いどれ天使』 : 監督黒澤明、1948年
- 『野良犬』 : 監督黒澤明、1948年

- 『脱獄』 : 監督山本嘉次郎、1950年
- 『青い真珠』 : 監督本多猪四郎、1951年
- 『あにいもうと』 : 監督成瀬巳喜男、1953年
- 『花と竜』第一部・第二部 : 監督佐伯清、1954年

- 『からっ風野郎』 : 監督増村保造、1960年
- 『犯罪作戦NO.1』 : 監督井上梅次、1963年
- 『駿河遊侠伝 賭場荒し』 : 監督森一生、1964年
- 『駿河遊侠伝 破れ太鼓』 : 監督田中徳三、1964年
- 『駿河遊侠伝 破れ鉄火』 : 監督田中徳三、1964年9月17日 　※遺作
- 『竜虎一代』：監督小林恒夫、 1964年9月23日

## テレビドラマ出演
- 『赤穂浪士』（1959年、NET） - 吉良上野介役
- 『侍』（1960年 - 1961年、関西テレビ）
  - 第6回『三人の義士』 : 1960年
  - 第10回『父子鷹』 : 1961年
  - 第28回『国士無双』 : 1961年
- 『松本清張シリーズ・黒い断層』第32 - 34回『危険な斜面』 （1961年、TBS）
- 『破戒』（1961年、日本テレビ）
- 『俺ら次郎長』（1961年 - 1962年、TBS）
- 『或る女』（1962年、日本テレビ）
- 『泣くなマックス』第35回『殴られた交通道徳』（1963年、TBS）

## 註
1. ↑  『日本映画俳優全集・男優編』（キネマ旬報社）621P
2. 1 2 3 4  『CD 人物レファレンス事典 日本編』、日外アソシエーツ、2002年。
3. 1 2 3  山本礼三郎、日本人名大辞典、講談社、コトバンク、2009年11月11日閲覧。
4. 1 2 3 4  『無声映画俳優名鑑』、無声映画鑑賞会編、マツダ映画社監修、アーバン・コネクションズ、2005年、p.164。
5. 1 2  山本芳翠、朝日日本歴史人物事典、朝日新聞出版、コトバンク、2009年11月11日閲覧。
6. ↑  『日本映画監督全集』、キネマ旬報社、1976年、p.350-362（「古海卓二」の項、執筆竹中労）。
7. ↑  『ひげとちょんまげ』（稲垣浩、毎日新聞社刊）
8. ↑  『週刊サンケイ臨時増刊 大殺陣 チャンバラ映画特集』「思い出のチャンバラ映画 山本礼次郎さんの死」浅香光代（サンケイ出版）